# (10811) Lau
(10811) Lau (1993 FM19) – planetoida z pasa głównego asteroid okrążająca Słońce w ciągu 5 lat i 4 dni w średniej odległości 2,93 j.a. Została odkryta 17 marca 1993 roku.